# Hollandse Scheikundigen
De Hollandse Scheikundigen (archaïsch: Hollandsche Scheikundigen) was een genootschap van zes Amsterdammers die aan het einde van de 18e eeuw gezamenlijk belangrijk scheikundig onderzoek verrichtten.

## Betrokkenen
De Hollandse Scheikundigen waren:
- Adriaan Paets van Troostwijk (1752-1837), koopman
- Johan Rudolph Deiman (1743-1808), arts
- Pieter Nieuwland (1764-1794), literator en wis- en natuurkundige
- Nicolaas Bondt (1765-1796), arts
- Anthoni Lauwerenburg (1758-1820), apotheker
- Gerardus Vrolik (1775-1859), arts

## Geschiedenis en onderzoeken
Eind 1789 toonden Deiman en Paets van Troostwijk aan dat water door middel van elektriciteit te ontleden is in waterstof en zuurstof, en dat deze gassen samen weer water kunnen vormen. Een jaar later (eind 1790) richtten Paets van Troostwijk, Deiman en Nieuwland het Gezelschap der Hollandsche Scheikundigen op, terwijl Bondt in 1791 als vierde lid tot het Gezelschap toetrad. Na het vertrek van Nieuwland naar Leiden nam Lauwerenburg zijn plaats in (1793), terwijl Vrolik lid werd na het overlijden van Bondt (1796).
De leden van het gezelschap deden talloze proeven. Zij bereidden onder andere in 1794 1,2-dichloorethaan uit etheen en chloor, dat daarom vroeger Olie der Hollandsche Scheikundigen werd genoemd. Etheen heette destijds dan ook het olievormend gas (Frans: gaz oléfiant), waarvan de naam olefinen voor de alkenen is afgeleid.
De Hollandse Scheikundigen behoorden tot de eerste aanhangers van Antoine Lavoisier, van wiens nieuwe scheikundige stelsel zij de prominente verdedigers waren. Door hun oorspronkelijk onderzoek hebben zij bijgedragen tot de val van de toen heersende flogistontheorie ten gunste van de nieuwe oxidatieleer.

## Publicaties
- Beschrijving van eene electrizeer-machine, en van proefneemingen met dezelve in het werk gesteld. Door J.R. Deiman en A.P. van Troostwijk. Via Delpher
- Recherches physico-chymiques (1792-1794)
- Natuur-scheikundige verhandelingen (1799-1808)